# One Slip
«One Slip» (с англ. — «Промах») — песня группы Pink Floyd с альбома 1987 года A Momentary Lapse of Reason, записанная четвёртым по счёту треком. Автор слов — Дэвид Гилмор, автор музыки — Фил Манзанера (гитарист группы Roxy Music). Вокальную партию в композиции исполняет Гилмор.
«One Slip» была выпущена 13 июня 1988 года в виде сингла (третьего сингла с альбома A Momentary Lapse of Reason после «Learning to Fly» и «On the Turning Away»).

## О композиции
По словам Гилмора «One Slip» была одной из трёх композиций, записанных совместно с Манзанерой под рабочими названиями «Manz 1/2/3» во время студийных сессий при работе над альбомом A Momentary Lapse of Reason. Только одна из композиций была включена в альбом, две другие композиции так и не были завершены.
Строчка «a momentary lapse of reason…» из «One Slip» была выбрана в качестве названия альбома, для которого эта композиция была записана, название было выбрано в самый последний момент перед выпуском альбома, другими возможными вариантами названия были: Of Promises Broken («О клятвах нарушенных»), Signs of Life («Признаки жизни») и Delusions of Maturity («Заблуждения зрелого возраста»).
«One Slip» исполнялась на концертах мирового турне 1987—1989 годов и на нескольких концертах 1994 года.
Хотя песня и не вошла в концертный сборник Delicate Sound of Thunder, она была записана в видеоверсии концерта Delicate Sound of Thunder, снятой режиссёром Уэйном Ишэмом.
Композиция «One Slip» была включена в звуковую дорожку к фильму 1992 года La Carrera Panamericana.

## Синглы
Сингл «One Slip» был записан помимо CD-версии также на виниле в версиях 7" и 12": 7-дюймовые диски были как чёрного, так и розового цвета, к одной из двух 12-дюймовых версий прилагался плакат. На второй стороне сингла 7"-версии была записана композиция «Terminal Frost», на второй стороне сингла 12"-версии и CD-версии дополнительно к «Terminal Frost» был записан концертный вариант «The Dogs of War». Автором дизайна обложки сингла был Сторм Торгесон.
| №  | Название         | Автор(ы)                      | Длительность |
| -- | ---------------- | ----------------------------- | ------------ |
| 1. | «One Slip»       | David Gilmour, Phil Manzanera | 5:03         |
| 2. | «Terminal Frost» | David Gilmour                 | 6:19         |

| №  | Название                 | Автор(ы)                      | Длительность |
| -- | ------------------------ | ----------------------------- | ------------ |
| 1. | «One Slip»               | David Gilmour, Phil Manzanera | 5:03         |
| 2. | «Terminal Frost»         | David Gilmour                 | 6:19         |
| 3. | «The Dogs of War (live)» | David Gilmour, Anthony Moore  | 7:25         |

Концертная версия композиции «The Dogs of War» записана в Атланте 5 ноября 1987 года.

Сингл «One Slip» поднялся до 5-го места в чарте Billboard Hot Mainstream Rock Tracks, в британском чарте наивысшей позицией сингла было 50-е место.
Помимо этого «One Slip» была записана на сингле «Learning to Fly», выпущенном 14 сентября 1987 года. На ограниченном числе рекламных виниловых копий сингла чёрного и розового цвета на первой стороне была записана песня «Learning To Fly», на второй стороне — «One Slip» (только в Великобритании, в других странах на второй стороне была записана инструментальная композиция «Terminal Frost»).
CD-версия сингла включала кроме песен «One Slip» и «Learning To Fly» также две версии композиции «Terminal Frost» — альбомную и DYOL-версию («Do Your Own Lead») без гитарного сопровождения.

## Участники записи
- Дэвид Гилмор — гитара, вокал;
- Ник Мейсон — перкуссия;
- Тони Левин — бас-гитара, стик;
- Джон Кэрин — клавишные;
- Боб Эзрин — клавишные;
- Джим Келтнер — ударные;
- Майкл Ландау — гитара[23];

видеоверсия концерта Delicate Sound of Thunder
Pink Floyd:
- Дэвид Гилмор — гитара, вокал;
- Ник Мейсон — ударные;
- Ричард Райт — клавишные;

а также:
- Тим Ренвик (Tim Renwick) — гитара;
- Джон Кэрин — клавишные, бэк-вокал;
- Скотт Пейдж (Scott Page) — гитара;
- Гай Пратт — бас-гитара;
- Гэри Уоллис (Gary Wallis) — ударные;
- Маргарет Тейлор (Margaret Taylor) — бэк-вокал;
- Рейчел Фьюри (Rachel Fury) — бэк-вокал;
- Дурга МакБрум (Durga McBroom) — бэк-вокал;